# Withersfield
Withersfield – wieś w Anglii, w hrabstwie Suffolk, w dystrykcie West Suffolk. Leży 51 km na zachód od miasta Ipswich i 77 km na północny wschód od Londynu. Miejscowość liczy 430 mieszkańców.